# AirBridgeCargo Airlines
AirBridgeCargo Airlines to rosyjskie linie lotnicze cargo z siedzibą i bazą główną znajdującymi się na moskiewskim porcie lotniczym Szeremietiewo. To jedne z największych linii lotniczych cargo w Rosji, mające sieć połączeń z Rosji do Azji i Europy.
Obecnie jedna z ponad 20 spółek Volga-Dnepr Group, odpowiedzialna za towarowe rejsy planowe (ang. Scheduled Cargo Operations).

## Historia

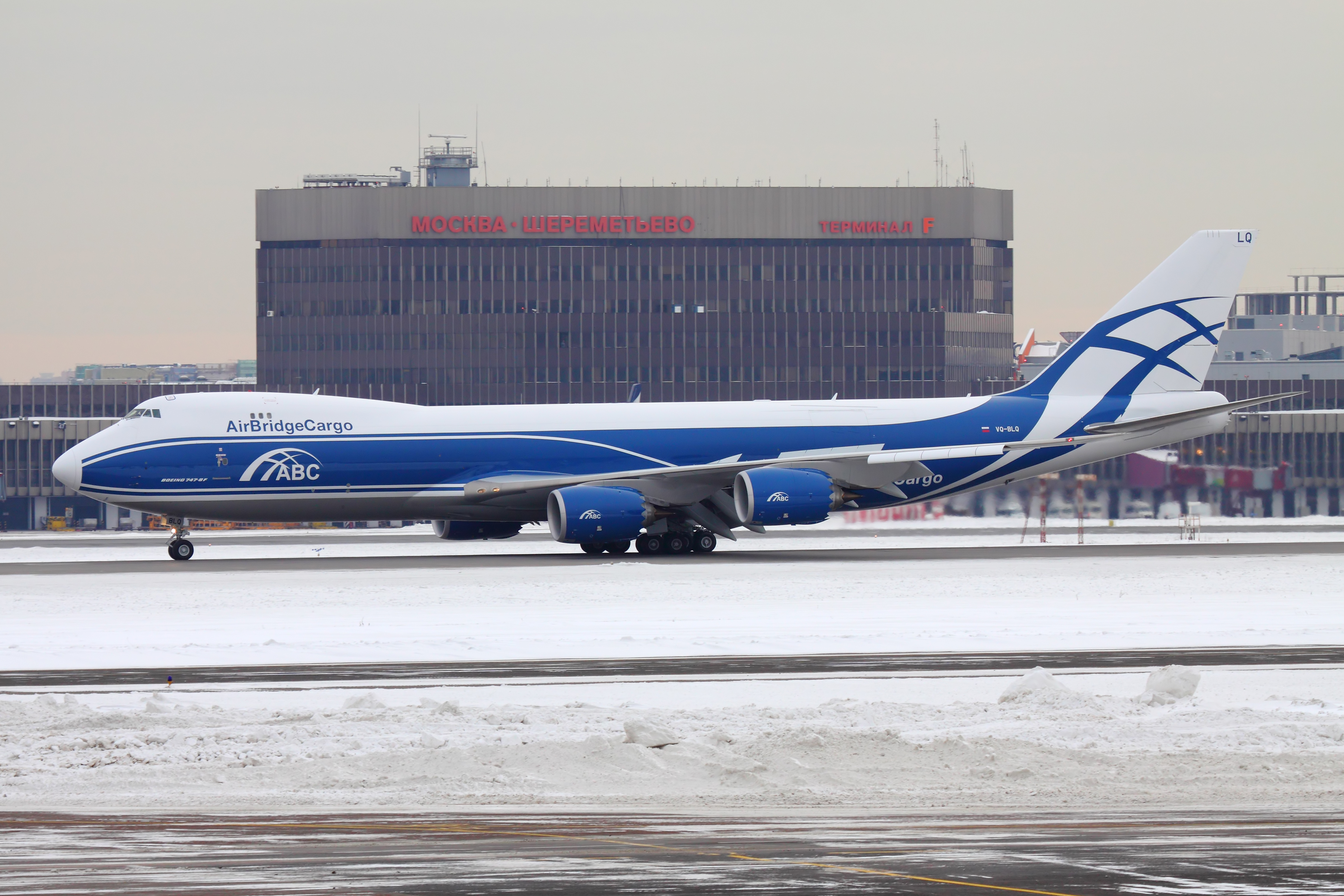
Boeing 747-8F

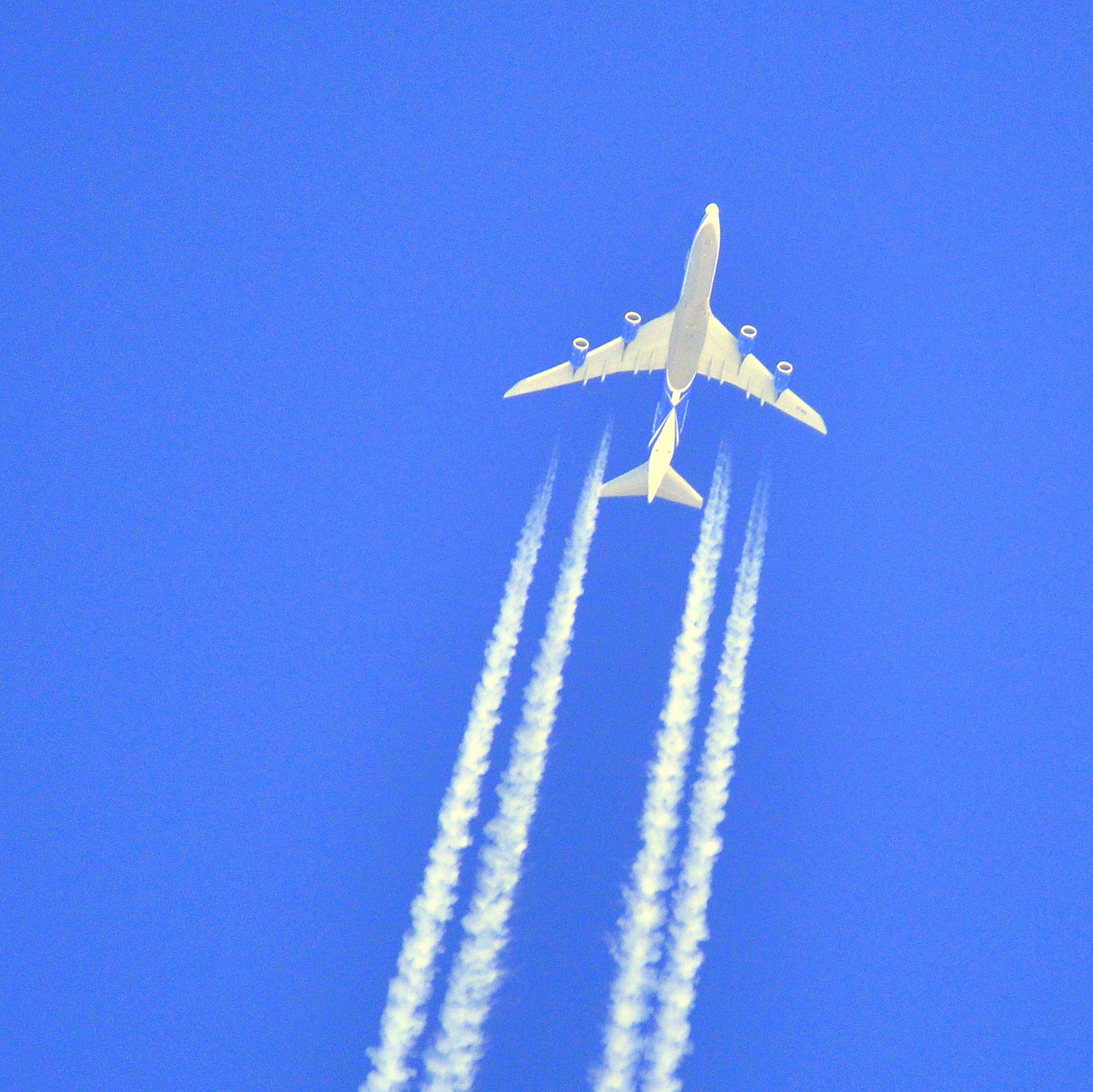
Boeing 747-8F na wysokości przelotowej

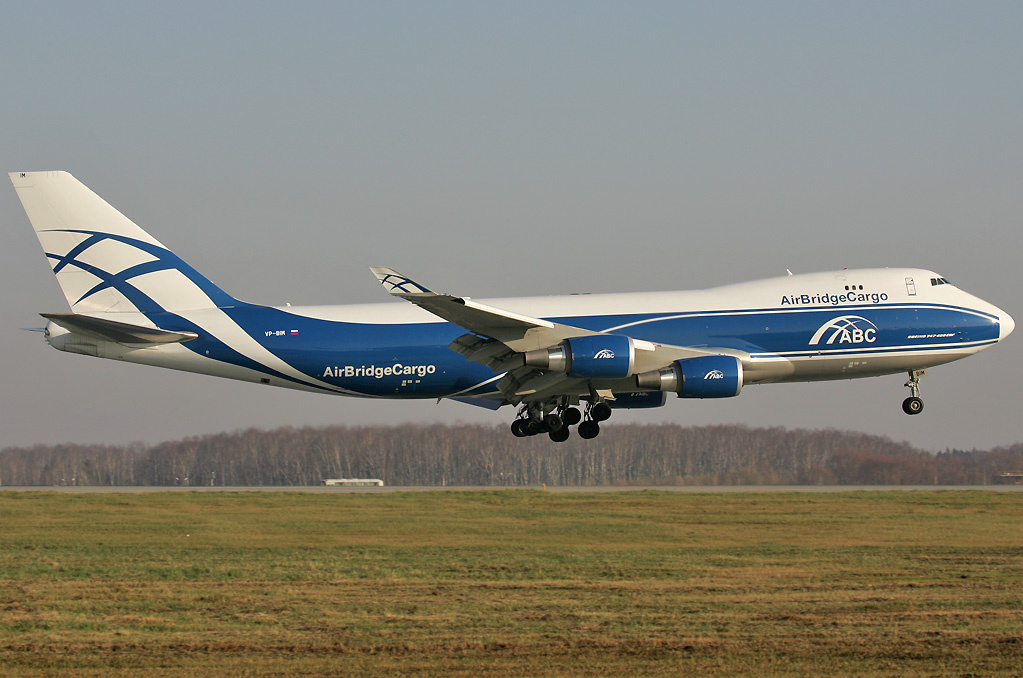
Boeing 747-400F lądujący na lotnisku Domodiedowo w Moskwie

AirBridgeCargo zostały założone w 1993, a rozpoczęcie przewozów nastąpiło dopiero 1 kwietnia 2004. Linie zaczęły przewozić czarterowo fracht linii lotniczych Volga-Dnepr Airlines. 2 kwietnia 2004 liniom dostarczono pierwszy z dwóch samolotów Boeing 747-200F. W maju 2004 linie rozpoczęły działalność komercyjną na trasie z Luksemburga do Pekinu i Szanghaju przez Moskwę i Nowosybirsk. Drugi samolot Boeing 747-200F rozpoczął swoje loty w październiku 2004. Gdy dotarł trzeci samolot Boeing 747F, linie zaczęły operować do dwóch nowych portów: Nagoja i Hongkong.
W 2005 linie wynajmowały również samoloty Ił-76 oraz Tu-204 do transportu między Moskwą a Krasnojarskiem.
W 2006 linie AirBridgeCargo Airlines otrzymały własny certyfikat przewoźnika lotniczego.

## Flota
W listopadzie 2018 średni wiek floty wynosił 6.7 lat.
| Model             | Ilość | Zamówionych |
| ----------------- | ----- | ----------- |
| Boeing 747-400F   | 2     | –           |
| Boeing 747-400ERF | 4     | –           |
| Boeing 747-8F     | 11    | 15          |